# Стрелецко-Слободское сельское поселение
Стрелецко-Слободское се́льское поселе́ние — упразднённое муниципальное образование в Рузаевском районе Мордовии Российской Федерации.
Административный центр — село Стрелецкая Слобода.

## История
Статус и границы сельского поселения установлены Законом Республики Мордовия от 7 февраля 2005 года № 14-З «Об установлении границ муниципальных образований Рузаевского муниципального района, Рузаевского муниципального района и наделении их статусом сельского поселения, городского поселения и муниципального района».
Законом от 19 мая 2020 года, в июне 2020 года Стрелецко-Слободское сельское поселение и одноимённый ему сельсовет упразднены, а входящие в их состав населённые пункты включены в Шишкеевское сельское поселение и одноимённый ему сельсовет.

## Население
| 2002 | 2010 | 2012 | 2013 | 2014 | 2015 | 2016 |
| ---- | ---- | ---- | ---- | ---- | ---- | ---- |
| 495  | ↗502 | ↘478 | ↘464 | ↘457 | ↗494 | ↗512 |
| 2017 | 2018 | 2019 | 2020 |      |      |      |
| ↘505 | ↘484 | ↘466 | ↘441 |      |      |      |

## Состав сельского поселения
| № | Населённый пункт   | Тип населённого пункта | Население |
| - | ------------------ | ---------------------- | --------- |
| 1 | Огарево            | село                   | ↘100      |
| 2 | Стрелецкая Слобода | село                   | ↗402      |